# 新世紀
新世紀（しんせいき）とは、新しい世紀、或いは一つの世紀の始まりを指す語。対義語で、一つの世紀の終わりは「世紀末」と呼ばれる。

## 概要

### 「20世紀」から「21世紀」への新世紀
この時代 の新世紀とは20世紀に対して21世紀のことであり、明示してなくとも「新世紀」といった場合、21世紀を指すことが多い。また、21世紀初頭において「新世紀」といった場合、21世紀の初頭そのものを指す場合もある。
「新世紀」の用法として、様々な語や名称の頭や足に付けて、例えば「新世紀ベビー」や「写真新世紀」のように使用される。その他、21世紀の始まりの年である2001年の元日には、通常見られる「Happy New Year （新年おめでとう）」という表記に対して、「Happy New Century （新世紀おめでとう）」という表記も見られた。

#### 新世紀の始まりに関する解釈
本来の西暦のルールに従った場合、上述の通り、20世紀から21世紀に変わる新世紀は2001年から始まるのが正確である。しかし、実際には区切りが好いこともあり「2000年から」という誤った解釈が横行したため、2000年の元日には欧米の各地で新しいミレニアム（千年紀）の幕開けとあいまったカウントダウンイベントなどが行われた（詳細は「世紀#世紀の区切りに関する議論」や「ミレニアム#ミレニアム騒ぎ」を参照）。この「2000年から」という解釈は様々な場面で散見された。
一方、日本では「2000年から」という解釈は一部で見られたものの、2000年を「ミレニアム」「20世紀の最後」として、「新世紀は2001年から始まる」という考え方が大方を占めた。

### 本来の意味と異なる用法
「新しい世紀」「世紀の始まり」という本来の意味とは関係なく、「これまでになく新しい（革新的、未来的な）こと」「新しい時代、局面、価値観の始まり」などを表したりする場合に使用されることもある（例 - 「アニメ新世紀宣言」）。同様の強調表現に「新時代」「新世代」などがある。

## 「新世紀」が付く主な表現・名称一覧

### アニメ

#### 肩タイトルに「新世紀」が付く作品
肩タイトルとは、『機動戦士ガンダム』でいう「機動戦士」の部分のことである。同作品の富野由悠季などが主に使用している。
- 『新世紀エヴァンゲリオン』
- 『機動新世紀ガンダムX』
- 『新世紀GPXサイバーフォーミュラ』

#### その他
- 『ZOIDS新世紀Ø』

### 書籍・雑誌

#### 漫画
- 貞本義行『新世紀エヴァンゲリオン』
- 上山道郎『機獣新世紀・ZOIDS』

#### コミック雑誌
- 新世紀オトコの娘マガジン『わぁい!』（一迅社、季刊雑誌・2014年休刊）

#### 小説
- 三橋貴明『新世紀のビッグブラザーへ』

#### ノンフィクション書籍
- 宮台真司『新世紀のリアル』

### コンピュータゲーム
- 『キャディラックス 恐竜新世紀』（発売元：カプコン）
- 『新世紀勇者大戦』（発売元：アトラス）
- 『北斗の拳3 新世紀創造 凄拳列伝』（発売元：東映動画）

### 映画
- 『新世紀 (原題：This Day and Age)』（セシル・B・デミル監督、1933年公開）
- 『新世紀Mr.Boo! ホイさま カミさま ホトケさま』（ワイ・カーファイ監督の香港映画、2004年公開）
- 『新世紀ウルトラマン伝説』（円谷プロダクション製作、2002年公開）
- 『新世紀2003ウルトラマン伝説 THE KING'S JUBILEE』（円谷プロダクション製作の短編映画、2003年公開）
- 『SF新世紀レンズマン』（講談社製作、1984年公開）
- 『新世紀エヴァンゲリオン劇場版 シト新生』（GAINAX企画、庵野秀明総監督、1997年公開）
- 『新世紀エヴァンゲリオン劇場版 Air/まごころを、君に』（GAINAX企画、庵野秀明総監督、1997年公開）
- 『猿の惑星: 新世紀 (ライジング)』（マット・リーヴス監督、2014年公開） - 映画『猿の惑星: 創世記 (ジェネシス)』の続編作品。

### 音楽
- ALI PROJECT『裸々イヴ新世紀』
- エレクトリック・ギターとオーケストラのための協奏組曲 変ホ短調『新世紀』
- ASIAN KUNG-FU GENERATION『新世紀のラブソング』
- 新世紀 (アルバム)

### テレビ・ラジオ番組（アニメ除く）
- 『たべもの新世紀』（NHK、2001年〜2007年放送）
- 『美少女新世紀 GAZER』（テレビ朝日系ウイークエンドドラマ枠、1998年放送）
- 『新世紀ワイド時代劇』（テレビ東京系正月の長時間時代劇、2001年〜2002年放送）
- 『マジック新世紀セロ 生放送SP』（フジテレビ系カスペ!枠、2014年放送）
- 『新世紀ネタキング決定戦』（TOKYO MX、2010年〜2011年放送）
- 『新世紀歌謡大行進』（BSQR489、2000年〜2004年放送）

### 団体・企業・医療関連施設
- アメリカ新世紀プロジェクト（PNAC） - 1997年に設立されたアメリカの保守系シンクタンク。「新しいアメリカの世紀プロジェクト」とも訳される。
- 新世紀ユニオン - 大阪市に本部を置く労働組合。
- 公益財団法人富山県新世紀産業機構 - 富山県の複数の団体が合併して2001年4月に設立された同県における産業支援機関。
- 新世紀美術協会 - 1955年に和田三造、川島理一郎、大久保作次郎らによって設立された美術団体。
- 株式会社新世紀サービス - サカイ引越センターグループの不動産会社。
- 新世紀医療開発センター - 北里大学医学部が先端医療領域および横断型臨床医学領域の開発支援を行うため、2013年に設置した。
- 新世紀脳神経外科 - 2001年2月に開業した埼玉県越谷市の脳神経外科医院。

### コンテスト・大会・イベント
- 写真新世紀 - キヤノン主催による写真のコンテスト。
- 新世紀・みやぎ国体 - 宮城県を中心として2001年に開催された第56回国民体育大会。
- 新世紀・名古屋城博 - 「愛・地球博」に併せて開催。金鯱が展示された。
- アニメ新世紀宣言 - 1981年2月22日に新宿で開催された『機動戦士ガンダム』のイベント。
- 新世紀東京国際アニメフェア21 - 2002年に開催された「東京国際アニメフェア」（第1回）の名称。

### その他
- 新世紀ベビー - 2001年生まれの赤ちゃん。また、昨年の2000年生まれの赤ちゃんのことは、「ミレニアムベビー」という表現がある。
- 新世紀ロボ ユーバロット - 夕張市「石炭の歴史村」のロボット大科学館内に設置されていたロボット。
- ビワシンセイキ - 2001年3月に日本でデビューした競走馬。産駒にワタリシンセイキがいる。
- ヒカリ新世紀 - 静岡大学グリーン科学技術研究所の富田因則教授がその鳥取大学在任時に、稈長を短くする遺伝子を連続8回の戻し交雑によってコシヒカリに導入することで、育成（品種改良）した。この品種名には“光輝く新世紀の米”という意味が込められており[注 2]、農林水産省において2004年に品種登録されている。コシヒカリと99.8%同一のゲノムを持ちながら、稈長を約20cm短くすることで台風などに対する倒伏耐性を強化した短稈コシヒカリである[2][3]。
- ダンスホール新世紀 - 東京・鶯谷で1969年に開業したダンスホール。映画『Shall we ダンス?』の舞台モデルにもなった。
- 瀬戸市新世紀工芸館 - 愛知県瀬戸市の陶芸・ガラス工芸をテーマとし、1999年に開業した施設。
- ホテル・ニッコー新世紀 北京（北京新世紀日航飯店） - 中国・北京の商業文化地区にあるニッコー・ホテルズ・インターナショナルブランドのホテル。
- 麻将新世紀 - 競技麻雀のプロ団体「麻将連合」が発行する機関誌（年3回発行）。

## その他関連事項
- 日本ナシの品種のひとつに「新世紀」がある。
- 2001年に首相に就任した小泉純一郎は、自身が行う構造改革を「新世紀維新」と称した[4][5]。
- 21世紀初頭において、20世紀のことは前世紀、旧世紀と呼称されることもある。ただし、旧世紀という用法は20世紀以前を示し、20世紀に限定されない場合もある。また、ネガティブな意味を含むこともあるので、使用には留意する必要がある。